# Crestomatia

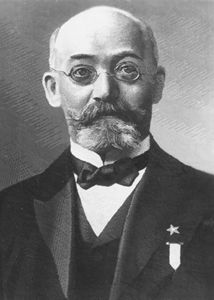
Ludwik Lejzer Zamenhof (1859-1917), oftalmologista polonês-judeu, criador do esperanto, a língua auxiliar e artificial mais falada no mundo

Crestomatia (do grego, khrestos, "útil" e mathein, "saber") é uma coleção de certas passagens literárias usadas especialmente para auxiliar na aprendizagem de uma língua estrangeira.

Em filologia, ou no estudo de literatura, é um tipo de leitura ou antologia que preserva a sequência dos textos exemplares, selecionados para demonstrar o desenvolvimento da língua ou do estilo literário.

## Exemplos
- Inocêncio Francisco da Silva, Crestomatia portuguesa oferecida à mocidade estudiosa, Typ. de José Manuel Mendes, Lisboa, 1850
- Bernhard Dorn, A Chrestomathy of the Pushtu or Afghan language, St. Petersburg, 1847 (em inglês)